# Luiz Ferreira Calafiori
Luiz Ferreira Calafiori (São Sebastião do Paraíso, 29 de Setembro de 1934) é Advogado, foi Político e Professor. Possui livros publicados sobre a história do município de São Sebastião do Paraíso-MG, porém por não ter formação acadêmica em História, seus livros carecem de fontes confiáveis.

## Carreira política
Luiz Ferreria Calafiori foi o quadragésimo prefeito da cidade de São Sebastião do Paraíso, no estado de Minas Gerais, Brasil, no período de 31 de Janeiro de 1971 a 31 de Janeiro de 1973. Teve como vice-prefeito o Sr. Benedito Vieira Marinzeck.  
Participou da criação da bandeira de São Sebastião do Paraíso e colaborou na criação do hino do município.  

## Vida pessoal
Luiz Ferreira Calafiori casou-se com Wanira de Almeida Ferreira, na cidade de São Sebastião do Paraíso, em 1957, e com ela teve seis filhos: Luiz Guilherme, Valéria Maria, Lívio Magno, Wanira Suzana, Lino Fernando e Lucas Eduardo.